# 平福站
平福站（日语：／ Hirafuku eki */?）是位於兵庫縣佐用郡佐用町平福，智頭急行智頭線的車站。此站被選為第4回近畿車站百選車站。

## 歷史
- 1994年（平成6年）12月3日 - 智頭急行智頭線開通，此站啟用[3][1]。
  - 當時車站地址為兵庫縣佐用郡佐用町平福。
- 2005年（平成17年）10月1日 - 隨著佐用町（第三次）成立，車站地址變為現址。
- 2009年（平成21年）
  - 8月10日 - 受到熱帶風暴艾濤的影響而發生大雨，此站暫停服務。
  - 8月29日 - 智頭線普通列車重開。
  - 8月12日 - 開設此站至大原站之間的臨時代行「超級白兔」之巴士服務。
    - 由於鄰站佐用站車站大樓水浸，該站不可上落客。由於月台長度關係，特急列車只可讓車頭2卡車輛上落車。在14日佐用站開始許可上落客至29日全線重開前都設有這個措施。在普通列車方面，由於當時上郡至大原之間暫停服務，因此駛入此站的只有「超級白兔」列車。

  - 8月29日 - 智頭急行線全面重開，普通列車開始再次駛入此站。「超級白兔」不再臨時停站。

## 車站構造
車站是一座高架車站，設有2面2線的相對式月台。此站是無人車站。此站設有屋敷風候車室（設有廁所），在路軌西邊設有迴旋路。在迴旋路南邊連接月台。兩月台之間設有站內平交道。此站是無人車站。此站沒有自動售票機。

### 月台
| 月台 | 路線    | 上下行 | 方向                       |
| ---- | ------- | ------ | -------------------------- |
| 1、2 | ■智頭線 | 下行   | 智頭、鳥取、倉吉方向       |
| 1、2 | ■智頭線 | 上行   | 上郡、大阪、京都、岡山方向 |

1號月台是上下行本線。2號月台為副本線，該路軌為一線通過的結構。通常上下行列車均停靠於1號月台。當進行列車交會或避待通過列車時才使用2號月台（在兩架普通列車進行列車交會時，上郡方向列車使用1號月台，智頭方向列車會使用2號月台）。

## 使用狀況
| 1日上下車人次變化 | 1日上下車人次變化 |
| 年度              | 1日平均人次       |
| ----------------- | ----------------- |
| 2018年            | 26                |

## 車站周邊

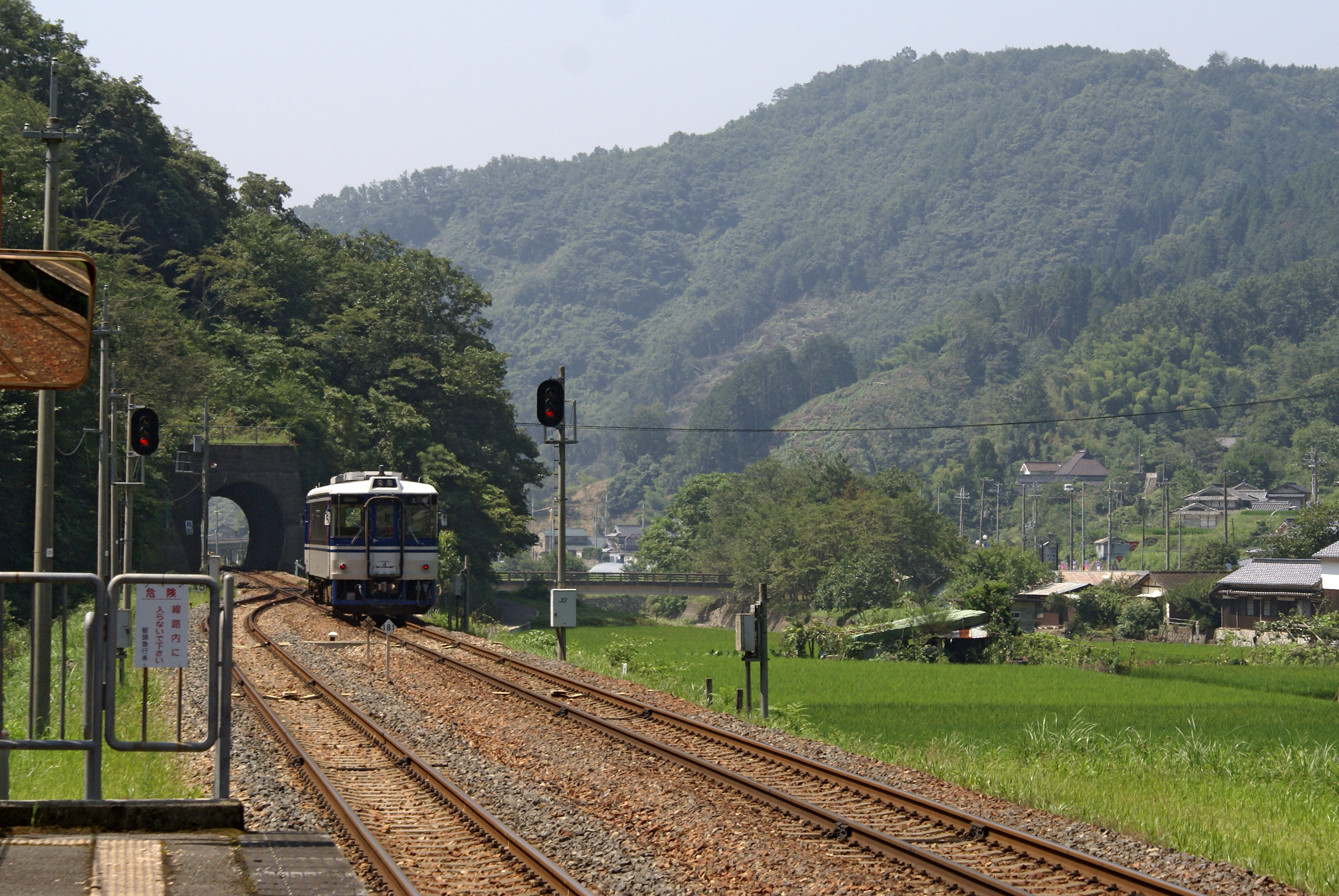
月台上望向站外

- 平福（日语：平福） - 舊因幡街道（日语：因幡街道）的宿場
  - 平福鄉土館
- 平福郵局
- 道之驛宿場町平福（日语：道の駅宿場町ひらふく）
- 利神城跡
- 國道373號（日语：国道373号）

## 相鄰車站
智頭急行
■智頭線
佐用－平福－石井

## 注腳
1. 1 2 3 4 5  . 神戶新聞綜合出版中心. 2011-12-15: 231. ISBN 9784343006028 （日语）.
2. ↑  . 智頭急行.   [2014-11-06]. （原始内容存档于2012-06-20）.
3. ↑  . 日本經濟新聞. 2017-12-13  [2021-08-01]. （原始内容存档于2021-08-01） （日语）.
4. ↑  国土数値情報(駅別乗降客数データ)  （页面存档备份，存于）（日語） - 國土交通省，2019年9月2日參閲

## 外部連結
- 平福站 （页面存档备份，存于）（日語） - 車站大樓介紹